# Bushmaster IV
Il Bushmaster IV è un cannone automatico chain gun da 40 mm progettato e costruito da Alliant Techsystems. Il Bushmaster IV si basa sul M242 Bushmaster, Bushmaster II e Bushmaster III, tutti originariamente fabbricati da Alliant Techsystems. Il munizionamento del Bushmaster IV è costituito da proiettili da 40×365mm che possono penetrare corazzature di 150mm di spessore.
Il Bushmaster IV richiede una potenza di 5 CV (3,7 kW) a 24 volt per  il suo funzionamento. Il cannone può essere montato anche nelle torrette Hitfist della OTO Melara.